# El Jorobado (película de 1997)
El Jorobado (en inglés, The Hunchback; también conocida como El jorobado de Notre Dame) es una película dramática romántica de 1997 hecha para televisión basada en la icónica novela de Víctor Hugo de 1831 El jorobado de Notre-Dame. Fue dirigida por Peter Medak y producida por Stephane Reichel. Está protagonizada por Mandy Patinkin como Quasimodo, el jorobado titular de Notre Dame; Salma Hayek como Esmeralda y Richard Harris como Claude Frollo.

## Argumento

### Prólogo
"París - 1480. Una época en que la gente creía que el mundo era plano y que la verdad de Dios, que era escrita a mano por sus santos y profetas, se guardaba bajo llave en las bibliotecas católicas. Era un mundo donde algunas ideas modernas, como la prensa imprenta, fueron prohibidas por hombres de fe católica. Muchos de estos hombres afirmaron ser seguidores de Jesucristo, pero solo Dios sabe la verdad de estos asuntos. La mera posesión de una página impresa era un crimen punible con la muerte".

### Historia
En 1480 en París, Claude Frollo encuentra a un bebé abandonado y deforme en las escaleras de Notre Dame y se apiada de él, creyendo que es un enviado de Dios. Llama al bebé "Quasimodo" y lo cría como su hijo.
Veinticinco años después, en 1505, el día de la Fiesta de los Bufones, Clopin, el Rey de los Gitanos, nombra a Quasimodo Rey de los Bufones. Una joven gitana llamada Esmeralda honra a Quasimodo con un baile. Tanto Frollo como Gringoire, un poeta errante, la ven bailar y quedan fascinados con ella. Frollo detiene el baile y regaña a Quasimodo por dejar Notre Dame, diciéndole que si alguna vez vuelve a salir de la catedral, Frollo no lo ayudará.
Frollo, después de azotarse por sus pensamientos lujuriosos hacia Esmeralda, paga a dos guardias para que la secuestren. Intentan tomarla por la fuerza, pero su plan es frustrado por Gringoire y Quasimodo, quienes la protegen, pero Quasimodo es detenido y acusado de este hecho. Gringoire, a punto de ser ahorcado por los gitanos por invadir la Corte de los Milagros, es salvado cuando Esmeralda dice que se casará con él a cambio de rescatarla.
Enfurecido por la desobediencia de Quasimodo, Frollo permite que Quasimodo sea azotado en público por atacar a Esmeralda, a pesar de que es inocente. Esmeralda le ruega al rey Luis XI que detenga la tortura, pero el rey no la considera una "mujer real" y se niega a escucharla. Quasimodo es dejado para la humillación pública durante una hora, en la cual la multitud le arroja frutas. Quasimodo pide agua, pero en lugar de ayudarlo se burlan aún más de él gritándole "Agua". Frollo ignora las súplicas de ayuda de Quasimodo. Esmeralda se apiada y se acerca para darle un poco de agua. Como resultado, este se enamora profundamente de ella. Cuando regresa a Notre Dame, cae al suelo y llora mientras Frollo lo consuela.
El matrimonio ficticio de Esmeralda y Gringoire finalmente se convierte en amor real. Una noche, Frollo celoso se disfraza y le revela a Esmeralda la profundidad de sus sentimientos hacia ella. Esmeralda lee su palma y ve la muerte. Aterrorizada, ella huye, dejando caer su cuchillo. Frollo toma el cuchillo y lo usa para apuñalar al ministro Gauchére, por haberse opuesto a su idea de prohibir las imprentas.
Esmeralda es juzgada por el asesinato y declarada culpable después de la tortura con la bota de metal. Frollo le dice que la perdonará si ella se entrega a él, pero ella se niega. Quasimodo la salva de ser ahorcada y declara santuario públicamente. El capitán Phoebus y sus guardias asaltan la catedral, pero Quasimodo la defiende arrojándoles plomo líquido y otros objetos.
Esmeralda se queda en Notre Dame, y se hace amiga de Quasimodo. Él le presenta las campanas de Notre Dame y le cuenta sus planes de escribir un libro de 600 páginas. Esmeralda confiesa que extraña a su cabra Djali, por lo que Quasimodo va a la Corte de los Milagros para recuperarla, y entrega panfletos sobre la insurrección a Gringoire para que lo distribuya a los ciudadanos de París.
Cuando regresa a Notre Dame, Quasimodo no encuentra a Esmeralda. Se enfrenta a Frollo, quien admite que entregó a Esmeralda a las autoridades. Frollo, negándose a ayudar a limpiar el nombre de Esmeralda ante la insistencia de Quasimodo, lo azota severamente y le revela la verdad sobre los orígenes de Quasimodo, maldiciéndolo como un bicho raro. Intenta azotarlo de nuevo, pero Quasimodo finalmente se defiende.
Esmeralda está a punto de ser ahorcada una vez más, pero los gitanos aparecen en la plaza y se rebelan contra las clases altas, exigiendo su liberación. Colgando a Frollo del borde de un balcón deNotre Dame, Quasimodo lo obliga a confesar su crimen a la multitud de abajo. Creyendo que obtendrá la absolución de sus pecados, Frollo grita "Fui yo", dejando al rey Luis XI sorprendido. Esmeralda es liberada y va a Notre Dame para agradecer a Quasimodo. Sin embargo, Frollo, nuevamente tentado, intenta apuñalarla. Quasimodo interviene y es apuñalado en su lugar. La pareja pelea, lo que lleva a Frollo a caer y morir, mientras que Quasimodo sobrevive por poco colgándose del parapeto.
Quasimodo le dice a Esmeralda que el dolor es demasiado. Mientras ella intenta atender su herida de arma blanca, él revela que la herida más grande está en su corazón; voltea a observar agonizante las gárgolas, y dice: "¿Por qué no soy de piedra, como ellas?", antes de morir.
Gringoire y Esmeralda, afligidos por la partida de Quasimodo, tocan las campanas de Notre Dame en su honor.

## Reparto
- Mandy Patinkin: Quasimodo
- Richard Harris: Claude Frollo
- Salma Hayek: Esmeralda
- Edward Atterton: Gringoire
- Benedick Blythe: Phoebus
- Nigel Terry: el rey Luis XI
- Jim Dale: Clopin
- Trevor Baxter: abogado jefe
- Vernon Dobtcheff: el padre Michel
- Nickolas Grace: el ministro Gauchére
- Matthew Sim: un hombre lisiado
- Cassie Stuart: Colette
- Gabriella Fon: la reina Ana

## Producción
Los lugares de rodaje fueron Budapest, Praga y Rouen. Esta película se estrenó un año después de la versión animada de Disney. Mandy Patinkin había sido elegido como Quasimodo en la versión de Disney, pero dejó el papel cuando se enfrentó con los productores por la representación. "Quería interpretar a Quasimodo de verdad", dice Patinkin, pero indicó que los productores querían algo diferente. "Tenían sus propias necesidades de Disney", explica. “Justo allí en la audición dije: No puedo hacer esto".